# Grammia ochracea
Grammia ochracea är en fjärilsart som beskrevs av Richard Harper Stretch 1873. Grammia ochracea ingår i släktet Grammia och familjen björnspinnare. Inga underarter finns listade i Catalogue of Life.